# Clot de la Culla de Xoca
El Clot de la Culla de Xoca és un indret del terme municipal de Conca de Dalt, a l'antic terme d'Hortoneda de la Conca, al Pallars Jussà, en territori del poble d'Hortoneda.
Està situat al sud-sud-est d'Hortoneda, al capdamunt de la llau de la Culla de Xoca, a llevant de la Serra del Banyader i a ponent de la Solana de la Culla de Xoca, al sud-oest de l'Obaga de la Canya.